# شروین، الجزایر
شروین، الجزیره (به عربی: شروین) یک شهرستان الجزایر در الجزایر است که در ناحیه شروین واقع شده‌است. شروین ۱۱٬۳۴۷ نفر جمعیت دارد و ۲۸۵ متر بالاتر از سطح دریا واقع شده‌است.